# غابرييل لوتز
غابرييل لوتز (بالفرنسية: Gabrielle Lutz)‏ هي راكبة الكنو فرنسية، ولدت في 4 فبراير 1935 في ميلوز في فرنسا.

## وصلات خارجية
- غابرييل لوتز على موقع اللجنة الأولمبية الدولية (الإنجليزية)
- غابرييل لوتز على موقع أوليمبيديا (الإنجليزية)